# Szogadojew
Szogadojew (tadż. Шогадоев) – miejscowość w Tadżykistanie, w rejonie Todżikobod. Liczy 6943 mieszkańców.